# Warren Ellis
Warren Ellis (Essex, Inglaterra, 16 de febrero de 1968) es un escritor de cómics, novelista y guionista inglés. Es conocido como cocreador de varias series originales de cómics, incluyendo Transmetropolitan (1997–2002), Global Frequency (2002–2004) y Red (2003–2004), que fue adaptada a las películas Red (2010) y Red 2 (2013). Ellis es autor de las novelas Crooked Little Vein (2007) y Gun Machine (2013) y la novela corta Normal (2016).
Como prolífico escritor de cómics, Ellis ha escrito varias series para Marvel, incluyendo Astonishing X-Men, Thunderbolts, Moon Knight y el arco argumental «Extremis» de Iron Man, que sirvió de base para la película del Universo cinematográfico de Marvel Iron Man 3 (2013). Ellis creó The Authority y Planetary para WildStorm, y escribió una serie de Hellblazer para Vertigo y James Bond para Dynamite Entertainment. Ellis escribió los videojuegos Hostile Waters (2001), Cold Winter (2005) y Dead Space (2008). También escribió la película animada para TV G.I. Joe: Resolute (2009), la versión en inglés de Marvel Anime (2010–2011) y fue el guionista principal de la aclamada serie animada de Netflix Castlevania (2017–2021).

## Biografía

### Primeros pasos
La carrera como escritor de Ellis empieza en 1990 con su primera publicación, una historia de seis páginas para la revista Deadline. Su primer trabajo seriado fue Lazarus Churchyard, publicado en Blast! en 1991, una historia que el autor etiqueta como de "ciencia ficción decadente", que tiene ya muchos elementos ciberpunk: los temas aquí tratados, como el transhumanismo o las nuevas tecnologías, son habituales en la obra más libre de Ellis, aquella que ha desarrollado lejos de los marcos demasiado estrictos del cómic de superhéroes y sus grandes editoriales. Entre otras de sus primeras obras, anecdóticos trabajos con Judge Dredd y el Doctor Who.
En 1994 comenzó a trabajar para Marvel Comics. Entre los trabajos más notables de esta época se encuentran sus aportaciones a la línea 2099 y en especial su futurístico Doctor Doom, presidente de los Estados Unidos, aunque también es reseñable su colaboración en Excalibur y Thor.
Posteriormente trabajó para las compañías DC Comics, Caliber, Image y Wildstorm, trabajando en series de superhéroes como DV8 y Stormwatch. Durante estos años, apenas podía desarrollar sus propias ideas al margen de los superhéroes y los arcos argumentales que ideaba eran a veces terriblemente mutilados con finales precipitados debido a las demandas del mercado.

### El ascenso a la popularidad
En 1997 Ellis creó y desarrolló para Helix (antes de desaparecer y pasar a la línea Vértigo), junto con Darick Robertson, Transmetropolitan, una historia completamente independiente basada en el personaje de un periodista poco ortodoxo, Spider Jerusalem, drogadicto y tremendamente desequilibrado, con una afinidad enfermiza por las palabrotas y la violencia. La historia se volvía a ambientar en un futuro ciberpunk y distópico, donde Ellis podía retomar sus temas de interés con una fuerte carga satírica, muy crítica con numerosos estamentos como la religión, la política o los medios de masas. Este fue el primer gran éxito de Ellis y es considerada una de sus mejores obras.
En 1998, Ellis empezó a desarrollar Planetary, un increíble trabajo arqueológico de los antiguos pulp y los cómics de la edad de oro. Un trabajo de continuas referencias en cierta medida similar al realizado por Alan Moore en La Liga de los Hombres Extarordinarios, y sin duda la obra que le ha encumbrado definitivamente entre la crítica y el público, que ha necesitado 10 años para dar conclusión a los 27 números de la serie.
Aún inmerso en las series anteriores, creó The Authority en 1999 para DC/Wildstorm como producto derivado de Stormwatch, con vía libre para la improvisación, y de nuevo con los dibujos de Brian Hitch, con el que trabajara en el segundo volumen de Stormwatch. Esta serie tuvo un impacto significativo sobre todo debido a sus altas dosis de violencia gráfica y su formato de gran viñeta (Ellis acuñaría el término "cómics de pantalla panorámica"). Sus personajes adolecían también de una actitud escasamente comprometida, alejada del tópico superheróico.
En 1999, además de Authority y Planetary, también escribió Hellblazer para DC, pero vio su historia censurada al tratar sobre los tiroteos en escuelas norteamericanas, cuando acaba de tener lugar la masacre de Columbine.

### Últimos años
En 2003 Ellis comienza Global Frequency para Wildstorm, de 12 números, que en 2005 contará con un piloto para televisión a manos de Warner Bros que nunca verá la luz más que a través de las líneas p2p, aunque cuenta con una legión de fanes que pretenden que se reanude el proyecto, con Warren Ellis a la cabeza de estas voces.
En 2004 Ellis volvió a los cómics de superhéroes, pero con contratos temporales como en Marvel, donde escribiría para Iron Man y Ultimate Fantastic Four.
En 2006, y también para Marvel, escribió Nextwave, una serie limitada de 12 números muy bien acogida por crítica y público (y que ganaría numerosos premios gracias a su particular humor) y comenzaría su andadura en Thunderbolts, otra serie muy bien acogida por los fanes. A partir de ese año, empezó también a colaborar con el dibujante español Juan José RyP en miniseries como Wolfskin, Black Summer y No Hero.
El 15 de febrero de 2008 lanzó un webcomic denominado FreakAngels junto con el dibujante Paul Duffield. La serie trata sobre un grupo de jóvenes, denominados FreakAngels con poderes viviendo en un Londres postapocalíptico, obtuvo en el año 2010 el Premio Eagle a mejor webcomic.

## Acusaciones de coacción sexual
En junio de 2020, varias personas (incluyendo a la música Meredith Yayanos, la artista Zoetica Ebb y la fotógrafa Jhayne Holmes) acusaron públicamente a Ellis de coerción y manipulación sexual, al haber mantenido relaciones simultáneas con varias de ellas sin el conocimiento de las demás. The Daily Beast informó que «para el 19 de junio, más de 60 mujeres se habían unido a un grupo organizado por Holmes, todas acusando a Ellis de un patrón de comportamiento en gran medida consistente». Más tarde, The Guardian reportó que «aproximadamente 100 mujeres se habían presentado, mientras que 33 de ellas habían compuesto declaraciones escritas, respaldadas por correos electrónicos y mensajes de texto, que han sido vistos por The Guardian». Estos testimonios fueron publicados juntos en un nuevo sitio web, SoManyofUs, en julio de 2020 y contienen relatos de «manipulación, gaslighting, coerción y otras formas de abuso emocional».
Ellis respondió, escribiendo que no había considerado que otros lo verían como teniendo «una posición de poder y privilegio», y que «he lastimado a muchas personas a las que no tenía intención de lastimar. Soy culpable. Asumo la responsabilidad de mis errores. Haré mejoras y por eso, me disculpo». DC Comics anunció posteriormente que, a solicitud de Ellis, una historia de dos páginas escrita por él no sería incluida en una próxima antología. Ellis terminó su boletín de correo electrónico de larga duración, que había publicado bajo varios títulos desde 1995.
A mediados de julio de 2020, The Guardian informó que «Ellis respondió a estos relatos con autocompasión y lo que parecía ser contrición genuina. [...] Ellis insiste en que el problema fue problemas de relación, 'no comportamiento predatorio', pero reconoce que '[h]ay una diferencia de percepción aquí, y la he estado escuchando'. Dijo que iba a intentar la terapia por consejo de amigos». The Hollywood Reporter luego informó que Ellis no volvería a trabajar en Castlevania para las temporadas siguientes y que un cómic de Batman planeado ya no seguiría adelante.
En junio de 2021, una semana después de que Ben Templesmith anunciara que volvería a trabajar con Ellis en nuevos números de Fell, Image Comics anunció que no publicaría la serie tras una reacción negativa dentro de la industria. Una actualización en SoManyofUs informó que Ellis se puso en contacto con el colectivo que creó el sitio. Escribió que estaba al tanto de la oferta de un diálogo mediado y que estaría disponible para comenzar una conversación. Después de haber cerrado su boletín de correo electrónico en junio de 2020, lo utilizó nuevamente para informar a sus suscriptores sobre este desarrollo.
En una actualización en enero de 2022, SoManyofUs informó que sus miembros han estado en un diálogo mediado con Ellis desde agosto de 2021 y que estaban avanzando en un proceso guiado de justicia transformadora. En febrero de 2022, Ellis relanzó su boletín de correo electrónico, en el que enlazó con la actualización y el sitio web de SoManyofUs. El 19 de enero de 2023, SoManyOfUs actualizó nuevamente el sitio, alegando que Ellis «no tomó ninguna de las medidas que esperábamos que tomara», afirmando «no anticipamos nuestra participación en cualquier progreso que pueda hacer en el futuro».

### Cómics

#### Marvel
- El Motorista Fantasma: Deseo de dolor (Ghost Rider Annual 2 USA). El Motorista lucha contra su viejo enemigo El Espantapájaros. Está incluido en el cómic Hijos de la Medianoche Extra Verano publicado en España por Fórum (1994).
- El Motorista Fantasma: Juegos de piel (Ghost Rider vol2 55 USA). Danny Ketch encuentra un nuevo trabajo en un club nocturno en el que coincide con el Hombre Lobo. Ambos lucharán contra el terrible Doctor Zabo y su transformación en Hyde. Publicado en España por Fórum en el tomo Hijos de la Medianoche n.º 10 (1995).
- Hellstorm: Prince of Lies (12 a 21 USA). Inédito en España (1994).
- Doctor Extraño: Renacimiento. (Dr. Strange, Sorcerer Supreme 80, 81, 82). Después de mil años de ausencia el Dr. Extraño regresa a La Tierra. Agotada su magia deberá encontrar otra fuente de poder oculto. Publicado en España por Fórum en un tomo (1995).
- Druida (Druid 1 a 4 USA). Anthony Ludgate, investigador de lo oculto, aprendiz de brujo, humillado por los verdaderos místicos recitará los tres movimientos y recuperará los antiguos conocimientos druídicos que le darán poder absoluto sobre los 4 elementos. Pero el poder absoluto corrompe y ahora está en manos del Druida. Publicado en España en un tomo por Fórum (1995).
- Daredevil: (343 USA) Publicado en España por Fórum dentro de un tomo llamado "El Regreso de Kingpin" (1995).
- Saqueadores Estelares Publicado en España por Fórum en un tomo (Starjammers #1-4 USA) (1995).
- Matanza: Bomba Mental. One Shot publicado por Forum (Carnage: Mindbomb USA One Shot) (1996)
- Thor (vol. 1 491 - 494 USA). (1995 - 1996).
- El Invencible Iron Man: Extremis #1 a 6 USA. La visionaria obra que revolucinó el mito del Hombre de Hierro. Tony Stark se enfrenta al terrible virus Extremis y otro nuevo Iron Man resurge, más poderoso, y quizás, más humano. Recopilados en España en un tomo Marvel Deluxe por Panini (2005 - 2006).
- Civil War: La Iniciativa (Civil War: The Iniciative). Escribió la parte correspondiente a los Thunderbolts. Norman Osborn prepara un nuevo equipo de Supervillanos que caza a la gente con poderes que se niega a registrarse de forma brutal y espectacular ¡Y este sádico equipo hace cumplir la ley! Preludio a los números que guionizó en la colección Thunderbolts. Publicado en España por Panini (2007)
- Thunderbolts (#110 a 121 USA). En España son los 10 primeros números de la colección La Justicia como el Rayo ... Thunderbolts de Panini. Al terminar La Guerra Civil de Marvel los Thunderbolts, un equipo de Supervillanos dirigidos y/o controlados por Norman Osborn, se dedican a hacer cumplir la ley de registro supeheroico y cazan de una forma brutal a las personas con poderes que se siguen negando a registrarse como tales. Además deberán lidiar con la prensa y con los prisioneros que van metiendo en su base (2007 - 2008).
- Nextwave Agents of Hate #1 a 12 USA, recopilados en España en 2 tomos 100% Marvel Nextwave por Panini (2006 - 2007).
- Excalibur (83 a 103 USA). (1994 - 1996).
- X-Calibre 1 a 4. (X-Calibre 1 a 4 USA). Publicados en España por Fórum en grapa como parte del Crossover La Era de Apocalipsis. (1995).
- Tormenta 1 a 4. (Storm #1-4 USA) (1996). Publicado en España por Fórum.

- Lobezno: Todavía con vida (Wolverine vol. 2 119 - 122 USA). Publicado en España en un tomo Marvel Deluxe por Panini. Lobezno se enfrenta a los fantasmas de su pasado, y esta vez no tiene adamántium en sus garras que lo ayuden a matarlos (1997 - 1998).
- Generation X (#63-70 USA) (Coescrito con Brian Wood (2000).
- X-Force #102-110 USA coescrito con Ian Edginton (2000 - 2001)
- X-Man #63-71 USA. Coescrito con Steven Grant (2000-2001)
- Pryde y Wisdom 1 a 3. Publicado en España por Fórum. (Pryde and Wisdom #1-3 USA).(1996)
- Astonishing X-men (Vol.3 25 - USA). Serie estrella de los Mutantes que solo se otorga a los grandes escritores de renombre como Ellis. Actualmente publicándose en Estados Unidos. Publicándose en España en formato grapa por Panini con el nombre de Astonishing X-men en una colección que comienza desde el número 1. (2008 - )
- Ruins (1 y 2) Miniserie de 2 volúmenes que describe el peor escenario en el que podrían verse todos los súper héroes y mutantes del universo Marvel en un futuro distopico y deprimente. (1996)

#### Avatar
- Strange Kiss, miniserie de 3 números (1999)
- Dark Blue (2000)
- Gravel, una miniserie de un mago de combate, aún publicándose.
- Black Summer, serie limitada de 8 números, con Juan José RyP, (2007-2008)
- No Hero, serie limitada de 8 números, también con Juan José RyP, (2008-2009)
- Supergod, una serie limitada de 5 números, todavía por terminar (2009-2010).
- FreakAngels, webcomic recopilado en tomos, junto con Paul Duffield.

#### Image
- Ministerio del Espacio, miniserie de 3 números (2001-2004)
- Down, miniserie de 4 números (2005-2006)
- Fell (2005-actualidad)

#### Vértigo
- Transmetropolitan #1-60, con Darick Robertson (1997-2002)
- Hellblazer #134-145, con varios artistas (1999-2000)

#### WildStorm
- DV8 #1-8
- Stormwatch (volumen 1) #37-50 (1996-1997)
- Stormwatch (volumen 2) #0-11 (1997-1998)
- The Authority #1-12, con Brian Hitch (1999-2000)
- Planetary #1-27, con John Cassaday (1999-2009)
- Global Frequency, maxiserie de 12 números (2002)
- Red, miniserie de 3 números, con Cully Hammer (2002)
- Reload, miniserie de 3 números, con Paul Gulacy (2003)
- Desolation Jones #1-7 (2005-actualidad)
- Ocean, miniserie de 6 números, con Chris Sprouse (2004-2005)

### Novelas
- Camino tortuoso (Crooked Little Vein)
- Listener
- At the zoo (historia corta)
- Ritual de Muerte (Alianza, 2013)
- Normal (Alianza, 2016)